# Maria Swanenburg
Maria Catharina Swanenburg, beter bekend als Goeie Mie en de Leidse Gifmengster, (Leiden, 9 september 1839 – Gorinchem, 11 april 1915) was een Nederlandse seriemoordenares die in het Guinness Book of Records staat vermeld als de grootste gifmengster aller tijden. Ze vergiftigde in zes jaar tijd ongeveer vijfenzestig buurtgenoten van wie er drieëntwintig overleden, maar werd verdacht van het doden van meer dan honderd personen door vergiftiging. Bij een aantal slachtoffers deed ze dit omdat ze uit was op hun verzekerings- en begrafenisfondsen en erfenissen.

## Biografie
Maria Catharina Swanenburg was de dochter van Clemens Swanenburg (een werkman) en Johanna Dingjan. Ze bracht haar leven voornamelijk door in arme Leidse wijken, waar ze de zieken verzorgde. Toen Mie twaalf was moest het gezin waar ze deel van uitmaakte wegens achterstallige huurschulden verhuizen, waarna Mie bijna de deur niet meer uitkwam. Op 13 mei 1868 trouwde Mie met grofsmid Johannes van der Linden, van wie ze vijf zonen en twee dochters kreeg. Twee van Maria's kinderen zijn al zeer jong gestorven. Er is wel beweerd dat dit haar allereerste slachtoffers waren, maar het lijkt waarschijnlijker dat deze kinderen het slachtoffer waren van een cholera-uitbraak die toen heerste.
Maria stond goed te boek in Leiden en in die tijd kreeg ze haar eerste bijnaam, Goeie Mie. Maar terwijl ze ouderen en zieken onder haar vleugels nam sloot ze – vaak ook in het geheim, omdat zelfs dit mogelijk was – ook begrafenisfondsen en verzekeringen af op hun levens. Hier was veel geld mee te verdienen, omdat men in het algemeen prijs stelde op een nette begrafenis. Vermoedelijk rond 1877, dezelfde periode als waarin ze begrafenisverzekeringen voor anderen begon af te sluiten, begon Maria met het stelselmatig vergiftigen van haar medemensen. Eerst ging het om individuele buurtbewoners, later roeide ze omwille van de erfenissen hele gezinnen uit, inclusief kleine kinderen, met behulp van arseen (in de vorm van arseenoxide). Ook haar eigen familie bleef niet gespaard: op 30 mei 1881 vergiftigde Maria haar schoonzuster Cornelia van der Linden, op 15 juli haar neef Willem en op 1 november diens broer Arend. Hiervoor incasseerde ze in totaal 149 gulden. Gedacht werd dat ze ook haar eigen ouders vergiftigd heeft, maar tijdens het gerechtelijk vooronderzoek bleek dit niet het geval.
Steeds wist zij bij haar moordpraktijken de schijn van reddende engel op te houden door de stervenden tot het einde bij te staan, maar ze rekende wel geld voor het oppassen en het afleggen van de lijken. Dokters kwamen bijna nooit kijken bij de slachtoffers van Marie, omdat ze altijd wel een verhaal wist te verzinnen om de dokters uit de buurt te houden. Om de schijn op te houden stuurde ze soms alleen iemand om een drankje te halen, terwijl het slachtoffer intussen gewoon lag te sterven. Dit was bijvoorbeeld het geval bij de jonge zusjes Aben; terwijl Suzanna Aben onder gruwelijke krampen lag te sterven, vertelde Mie aan de ouders simpelweg dat ze geen dokter in de buurt wist. Een buurmeisje haalde een drankje bij een dokter in de buurt, maar toen ze terugkwam was Suzanna al dood. Het kind had tijdens haar sterfbed niet van de vergiftigde melk willen drinken die Mie haar bleef aanbieden. Daarbij raakte de kat die van de melk dronk ook al vergiftigd. Desondanks kreeg nog steeds niemand argwaan. Opvallend is dat bij de latere moorden het financiële motief lijkt te verdwijnen. Goeie Mie paste bijvoorbeeld regelmatig op de zusjes Aben, waar ze ook voor betaald werd. Door ze allebei te vermoorden viel er dus juist een inkomstenbron weg. Toen het lichaam van Suzanna Aben thuis stond opgebaard vergiftigde Mie de rouwvisite, negen mensen waarvan een gast ook nog eens zwanger was, zonder dat daar enig financieel motief aan ten grondslag lag.
Het arseen haalde Mie bij verschillende drogisterijen, onder het voorwendsel dat ze haar huis ermee van ongedierte wilde zuiveren. Dit werd geleverd in combinatie met witkalk, zodat muren met het vergif gekalkt konden worden. De drogisten waren verplicht om ter plaatse het arseen goed door de witkalk heen te scheppen, zodat het gif er niet afgeschept kon worden. Arsenicumvergiftiging was al een bekende sluipmoordenaar in heel Europa. In de praktijk werd het mengen echter nauwelijks gedaan. Het staat vast dat zij ten minste 65 personen uit haar buurt heeft vergiftigd, waarvan 23 met dodelijke afloop. Van 50 van deze slachtoffers is nog bekend wie zij waren. Van de slachtoffers behoorden er 15 tot haar eigen familiekring.

## Ontmaskering en veroordeling

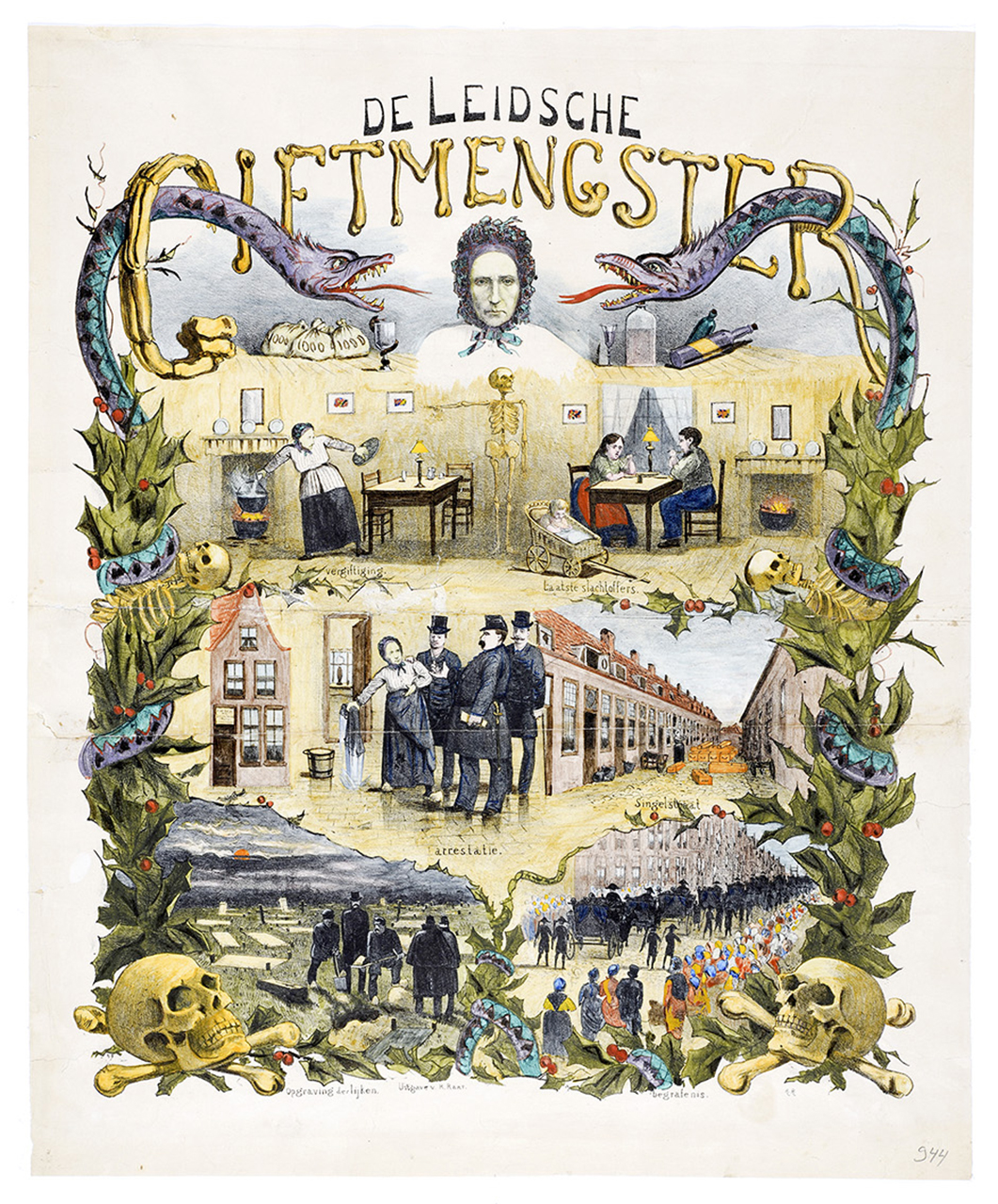
Poster De Leidsche Giftmengster (1885)

Deze duistere praktijken kwamen aan het licht in 1883, toen Mie probeerde het gezin van haar schoonzus Frankhuizen te vergiftigen. Niet alle beoogde slachtoffers overleden direct. Eén persoon klaagde achteraf dat de gortepap die ze hadden gegeten vies had gesmaakt. Bovendien had de onderbuurvrouw van de Frankhuizens Mie betrapt toen ze op de dag van de vergiftiging het huis was binnengedrongen. Maria Swanenburg werd gearresteerd – toen ze net een fondsenkaart van de Frankhuizens op zak had – en in voorarrest gezet, waarna de bal eindelijk ging rollen. Zestien lichamen werden opgegraven en onderzocht, veertien vertoonden sporen van arseenvergiftiging. Uit verder onderzoek bleek dat Maria na elke dood de verzekering had geïnd die ze zelf op het leven van haar slachtoffers had afgesloten. In totaal heeft zij dankzij haar moordpraktijken naar schatting een paar honderd gulden verdiend, een redelijk bedrag in die tijd. Toch kan veruit het grootste deel van haar moorden niet vanuit een financieel motief verklaard worden.
Na ruim een jaar vooronderzoek stond ze op 23 april 1885 voor het Gerechtshof Den Haag, alwaar haar de moorden ten laste werden gelegd. Ze werd verdacht van 65 moorden en schuldig bevonden aan viervoudige moord. De eerste getuige was Piet de Hees, de broer van Willem en Arend. Hij was zelf ook door haar vergiftigd en had zelfs na zijn opname in het ziekenhuis van zijn "zorgzame" tante nog vergiftigde broodjes toegestuurd gekregen. Van het begrafenisgeld van zijn broer had Piet verder nooit iets gekregen. Aanvankelijk ontkende Mie in het huis van de Frankhuizens te zijn geweest, maar eenmaal geconfronteerd met het getuigenis van de buurvrouw verklaarde ze eerst dat ze de familie had willen waarschuwen en vervolgens dat ze chloor (eerst hield ze het nog op peper) in de pap had gedaan om het gezin ziek te maken, zodat ze zouden ophouden met zeuren over een uitstaande schuld. Bij nog een nieuwe lezing beweerde ze dat ze wraak had willen nemen omdat Frankhuizen haar oneerbare voorstellen had gedaan. Nadat al deze verhalen waren verkruimeld, gaf ze eindelijk toe dat ze arsenicum had gebruikt, maar ze verklaarde op het moment van de daad niet goed bij zinnen en/of dronken te zijn geweest. Desondanks werd ze volledig toerekeningsvatbaar geacht. Zelf toonde ze totaal geen berouw over haar daden. Inmiddels had ze de nieuwe, klassiek geworden bijnaam "de Leidse gifmengster" gekregen.
De Leidse predikant dr. Abraham Rutgers van der Loeff maakte in zijn dagboek melding van de ontdekking van de moorden, door zijn zoon Wijnand, die 'stadsdoctor' was en de vergiftigingen van Goeie Mie aan het licht bracht.
Op 1 mei 1885 werd Mie veroordeeld tot een levenslang verblijf in het tuchthuis. Zij bracht vervolgens de rest van haar leven door in de vrouwengevangenis in de Keizerstraat in Gorinchem, waar ze in 1915 op 75-jarige leeftijd overleed. Ze werd begraven op de Katholieke begraafplaats in het ongewijde gedeelte aan de Arkelse Onderweg in Gorinchem, daar liggen haar stoffelijke resten tot op de dag van vandaag.

## Nasleep
Verschillende historici, onder wie Ingrid Moerman, Ineke van der Sar en Stefan Glasbergen, hebben zich later uitgebreid met de persoon Marie Swanenburg beziggehouden en gespeculeerd over wat haar nu precies dreef behalve geldzucht. Volgens Moerman zou ook het machtsgevoel van het over leven en dood kunnen beschikken een rol kunnen hebben gespeeld. Bij het bombardement op het Bezuidenhout (1945) zijn echter veel documenten in verband met het proces-Mie verloren gegaan, waardoor weinig meer met zekerheid valt te achterhalen. In 2017 bleek echter dat afschriften van een groot aantal forensische verslagen, die aanvankelijk als verloren werden beschouwd, de oorlog hadden overleefd. Het historische materiaal bleek zich te bevinden in het Nederlands Forensisch Instituut en werd na de ontdekking ervan overgedragen aan de Universiteitsbibliotheek Leiden.

## Goeie Mie in hedendaagse cultuur
Op 5 oktober 2015 werd de radiothriller Arsenicum uitgebracht over Goeie Mie. De vertellers zijn historica Ingrid Moerman, historica Ineke van der Sar, emeritus hoogleraar Freek de Wolff en criminoloog Anne-Marie Slotboom. Op 29 oktober 2015 is de waargebeurde thriller gepubliceerd op de populair wetenschappelijke site van Kennislink.
Begin 2016 is Goeie Mie gepersifleerd in de educatieve kinderserie Welkom in de IJzeren Eeuw.
In december 2018 werd in het Museum Boerhaave een Leidse biologische gin gelanceerd, onder de naam Goeie Mie Gin. Bij wijze van grap was op het etiket 'arsenicumvrij' te lezen. Els Kloek nam de eerste fles in ontvangst.
Op 6 november 2021 werd een standbeeld van Goeie Mie als ludieke provocatie ‘cadeau’ gedaan aan de gemeente Hoorn. Het beeld van Goeie Mie werd in het geheim tegenover het standbeeld van Jan Pieterszoon Coen op de Roode Steen plein gezet door een groep kunstenaars van Collectief Ondeugend, naar eigen zeggen 'om het plein af te maken'.